# Dato de Bari
Dato de Bari (fallecido el 15 de junio de 1021), fue un jefe lombardo de Bari, cuñado de Melo de Bari. Se unió a su cuñado en una revuelta de 1009 contra la autoridad bizantina en el sur de Italia.
En 1010, los rebeldes tomaron Ascoli y Troina. En marzo de 1011, el catapán Basilio Mesardonites y León Tornicio Contoleón, el estratego de Cefalonia, desembarcaron con refuerzos de Constantinopla. Basilio inmediatamente sitió a los rebeldes en Bari. Los ciudadanos griegos de la ciudad negociaron con Basilio y obligaron a huir a los líderes lombardos, Melo y Dato. Basilio entró en la ciudad el 11 de junio de 1011 y restableció la autoridad bizantina. No siguió su victoria con ninguna reacción severa. Simplemente envió a la familia de Melo, incluido su hijo Argiro, a Constantinopla.
Mientras Melo huía a la corte de Guaimario III de Salerno, Dato buscó la protección de la Abadía de Montecassino, donde fue ayudado por los monjes latinos, y al papa Benedicto VIII, quien le prestó tropas papales para guarnecer una torre en el Garigliano, en el territorio del Ducado de Gaeta, entonces gobernado por la antibizantina Emilia.
En 1016, Dato se reunió con Melo y sus mercenarios normandos en Apulia. Tuvieron un éxito moderado al principio, pero fueron derrotados en Cannas (1018) y Dato huyó de regreso a Montecassino y de allí a la antigua torre.
En 1020, mientras Melo estaba en conferencia con el papa y el rey de Alemania en Bamberg, el nuevo catapán, Basilio Boioanes, y su nuevo aliado, Pandulfo IV de Capua, marcharon sobre la torre y la tomaron. En Bari, el 15 de junio de 1021, Dato fue atado en un saco con un mono, un gallo y una serpiente y arrojado al mar (la llamada mazzeratura, similar a la antigua pena del saco romana). La atrocidad provocó una rápida respuesta occidental, un enorme ejército bajo el mando del emperador Enrique II marchó hacia el sur para sitiar la nueva fortaleza de Troia.